# عروة بن المغيرة بن شعبة
أبو يعفور عروة بن المغيرة بن شعبة الثقفي تابعي وهو ابن الصحابي المغيرة بن شعبة، روى الحديث النبوي عن أبيه. ولي إمرة الكوفة للحجاج بن يوسف الثقفي، وكان شريفاً لبيباً مطاعاً في الناس، وكان أحول.

## الوفاة
توفي بالكوفة، سنة 87 هـ.

## المرجع
1. ↑  محمد بن سعد البغدادي (2001)، الطبقات الكبير، تحقيق: علي محمد عمر، القاهرة: مكتبة الخانجي، ج. 8، ص. 387، OCLC:1039204861، QID:Q116977468 – عبر المكتبة الشاملة